# Valle Florido, Durango
Valle Florido är en ort i Mexiko.   Den ligger i kommunen Durango och delstaten Durango, i den centrala delen av landet, 700 km nordväst om huvudstaden Mexico City. Valle Florido ligger 1 930 meter över havet och antalet invånare är 517.
Terrängen runt Valle Florido är kuperad söderut, men norrut är den platt. Runt Valle Florido är det ganska glesbefolkat, med 30 invånare per kvadratkilometer. Närmaste större samhälle är Sebastián Lerdo de Tejada, 19,0 km nordväst om Valle Florido. Trakten runt Valle Florido består i huvudsak av gräsmarker.